# Championnat des Seychelles de football 2008
Navigation
Saison précédente Saison suivante
La saison 2008 de Barclays First Division est la vingt-neuvième édition de la première division seychelloise. Les huit meilleures équipes du pays s'affrontent en matchs aller et retour au sein d'une poule unique. À la fin du championnat, le dernier du classement est relégué et remplacé par la meilleure équipe de deuxième division, et le septième affronte le second de D2, lors d'un barrage.
C'est le club de St Michel United FC qui a été sacré champion des Seychelles pour la huitième fois de son histoire. Le club termine en tête du classement final du championnat, avec huit points d'avance sur La Passe FC et dix sur Saint-Louis Suns FC.

Aucune équipe seychelloise ne se qualifie pour les compétitions africaines.

## Les équipes participantes
| - Saint Michel United FC - La Passe FC - St Louis Suns United (Victoria) - Light Stars FC | - Anse Réunion FC - Seychelles Marketing Board (Victoria) - Foresters (Mont Fleuri) - Plaisance FC - Promu de D2 |

## Classement
Le classement est établi sur le barème de points classique (victoire à 3 points, match nul à 1, défaite à 0).
| Rang | Équipe                                | Pts | J  | G  | N | P  | Bp | Bc | Diff |
| ---- | ------------------------------------- | --- | -- | -- | - | -- | -- | -- | ---- |
| 1    | Saint Michel United FC (T) (C)        | 50  | 21 | 16 | 2 | 3  | 77 | 15 | +62  |
| 2    | La Passe FC                           | 42  | 21 | 13 | 3 | 5  | 37 | 27 | +10  |
| 3    | Saint-Louis Suns FC                   | 40  | 21 | 12 | 4 | 5  | 53 | 22 | +31  |
| 4    | Light Stars FC                        | 36  | 21 | 10 | 6 | 5  | 32 | 30 | +2   |
| 5    | Anse Réunion FC                       | 27  | 21 | 9  | 3 | 9  | 35 | 33 | +2   |
| 6    | Seychelles Marketing Board (Victoria) | 18  | 21 | 4  | 6 | 11 | 25 | 45 | -20  |
| 7    | Foresters (Mont Fleuri)               | 13  | 21 | 4  | 1 | 16 | 29 | 59 | -30  |
| 8    | Plaisance FC (P)                      | 10  | 21 | 3  | 1 | 17 | 23 | 80 | -57  |

| Légende : Qualifications et relégations | Légende : Qualifications et relégations                                                           |
| --------------------------------------- | ------------------------------------------------------------------------------------------------- |
|                                         | Qualification pour la Ligue des champions de la CAF 2008                                          |
|                                         | Qualification pour la Coupe de la confédération 2008                                              |
|                                         | Doit disputer le barrage Promotion/Relégation                                                     |
|                                         | Relégation directe en deuxième division                                                           |
|                                         | (T) : Tenant du titre (P) : Promu de deuxième division (C) : Vainqueur de la Coupe des Seychelles |

### Barrages Promotion/Relégation
Le septième de première division doit affronter le second de deuxième division pour une place en D1.
6 décembre 2008
- Foresters (Mont Fleuri) 3-0 Saint Roch United (Bel Ombre)

Foresters restent en D1, Saint Roch United reste en D2.

## Bilan de la saison
| Championnat des Seychelles de football 2008 |                                   |
| Champion                                    | Saint-Michel United FC (8e titre) |
| Coupes et trophées                          |                                   |
| Vainqueur de la Coupe des Seychelles 2008   | Saint-Michel United FC            |
| Qualifications continentales                |                                   |
| Ligue des champions de la CAF 2009          | Aucun                             |
| Coupe de la confédération 2009              | Aucun                             |
| Promotions et relégations                   |                                   |
| Promus en Barclays First Division           | Northern Dynamo (Glacis)          |
| Relégués en Second Division                 | Plaisance FC                      |